# Fire of Unknown Origin
| 전문가 평가                      | 전문가 평가 |
| 평가 점수                        | 평가 점수   |
| 출처                             | 점수        |
| -------------------------------- | ----------- |
| AllMusic                         | [ 1 ]       |
| Collector's Guide to Heavy Metal | 9/10        |

《Fire of Unknown Origin》은 1981년 6월에 발매된 미국의 하드 록 밴드 블루 오이스터 컬트의 여덟 번째 음반이다. 이 음반은 마틴 버치가 프로듀싱을 맡았다.
톱 40 히트곡 〈Burnin' for You〉(《빌보드》 록 트랙 차트 1위)가 수록된 이 음반은 두 장의 음반 이후 실망스러운 판매량으로 그룹의 상업적 위상이 다시 살아난 것을 상징했다. 《Fire of Unknown Origin》은 밴드의 오리지널 라인업을 특징으로 하는 마지막 스튜디오 음반이 될 것이며, 이후 투어 동안 밴드는 오리지널 드러머 앨버트 부샤드을 해고했다.

## 배경
이 곡들 중 몇 곡은 애니메이션 영화 《헤비 메탈》의 사운드트랙을 위한 것이었는데, 〈Vengeance (The Pact)〉와 같은 곡들의 가사는 영화의 "타아르나" 부분의 줄거리를 상세하게 이어준다. 그러나 공상과학 소설 작가 마이클 무어콕이 공동 작곡한 〈Veteran of the Psychic Wars〉(아이러니컬하게도 이 영화를 위해 쓰여지지 않은 곡)만이 이 영화의 최종 버전과 사운드트랙에 올랐다. 타이틀곡은 《슈퍼내추럴》의 시즌 1 에피소드 17에서 사용되었다.
이 음반의 마지막 곡인 〈Don't Turn Your Back〉은 앨런 래니어가 블루 오이스터 컬트에 작곡한 마지막 곡으로, 2016년 6월 17일 래니어의 음악을 강조하는 특별 콘서트에서 처음으로 라이브로 연주되었다.
〈Joan Crawford〉는 《빌보드》 메인스트림 록 차트에서 49위에 오르며 중간 정도의 성공을 거두었다. 이 노래의 주제는 이 노래가 발표되기 4년 전에 사망한 동명의 여배우이다. 이 노래를 위해 뮤직 비디오가 만들어졌는데, 이 뮤직 비디오는 성적으로 선정적인 장면을 보여서 MTV에 의해 금지되었던 것으로 유명하다.

## 곡 목록
언급하지 않는 한 모든 리드 보컬은 에릭 블룸이다.
| #  | 제목                                  | 작사·작곡                                                   | 리드 보컬 | 재생 시간 |
| -- | ------------------------------------- | ----------------------------------------------------------- | --------- | --------- |
| 1. | 〈Fire of Unknown Origin〉            | 에릭 블룸, 앨버트 부샤드, 조 부샤드, 벅 드하마, 패티 스미스 |           | 4:09      |
| 2. | 〈Burnin' for You〉                   | 드하마, 리처드 멜처                                         | 드하마    | 4:29      |
| 3. | 〈Veteran of the Psychic Wars〉       | 블룸, 마이클 무어콕                                         |           | 4:48      |
| 4. | 〈Sole Survivor〉                     | 블룸, 리즈 마이어스, 존 트라이버스                          |           | 4:04      |
| 5. | 〈Heavy Metal: The Black and Silver〉 | 블룸, A. 부샤드, 샌디 펄먼                                  |           | 3:16      |

| #  | 제목                     | 작사·작곡                      | 리드 보컬 | 재생 시간 |
| -- | ------------------------ | ------------------------------ | --------- | --------- |
| 6. | 〈Vengeance (The Pact)〉 | A. 부샤드, J. 부샤드           | J. 부샤드 | 4:41      |
| 7. | 〈After Dark〉           | 블룸, 마이어스, 트라이버스     |           | 4:25      |
| 8. | 〈Joan Crawford〉        | 블룸, 잭 릭, 데이비드 로터     |           | 4:55      |
| 9. | 〈Don't Turn Your Back〉 | A. 부샤드, 앨런 래니어, 드하마 | 드하마    | 4:07      |

## 인증
| 국가                       | 인증 | 판매량/출하량 |
| -------------------------- | ---- | ------------- |
| 캐나다 (뮤직 캐나다)       | 골드 | 50,000^       |
| 미국 (RIAA)                | 골드 | 500,000^      |
| ^출하량을 기반으로 한 인증 |      |               |